# ناو کلاس اکتیو
کروزر کلاس اکتیو (به انگلیسی: Active-class cruiser) یک کلاس از کشتی است که طول آن ۳۸۵ فوت (۱۱۷٫۳ متر) می‌باشد.